# Kapel Begraafplaats Tongerseweg

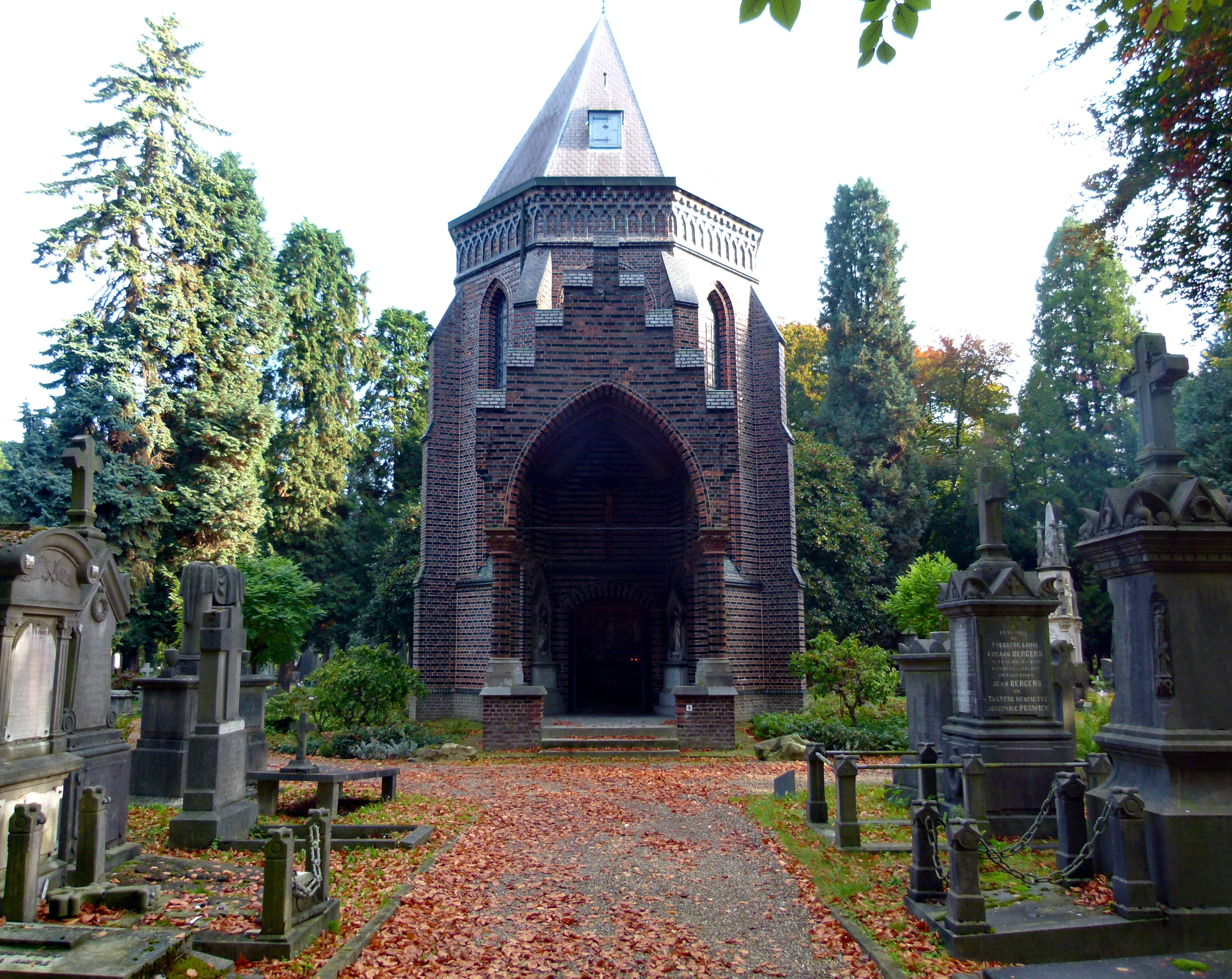
De kapel

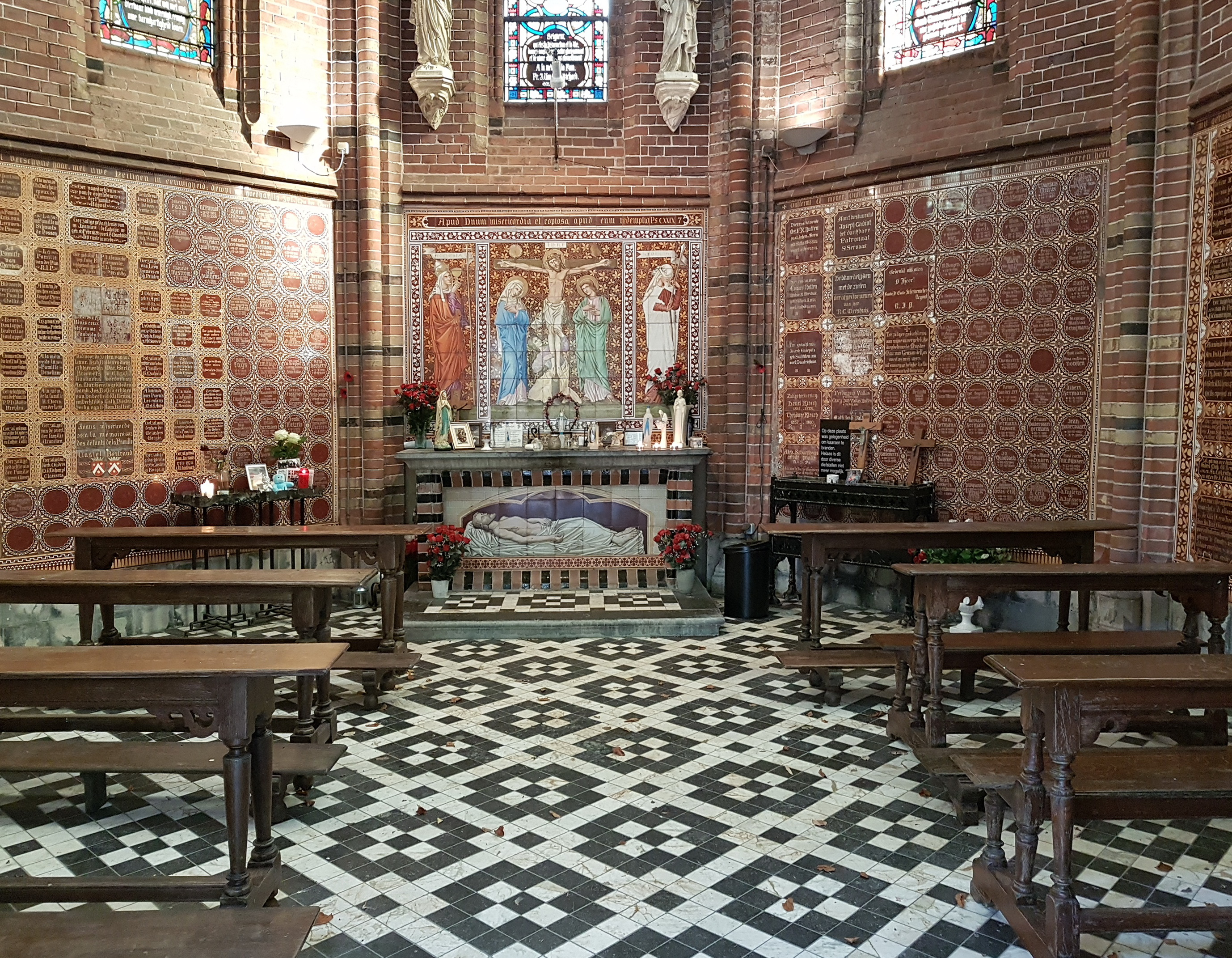
Interieur met altaar

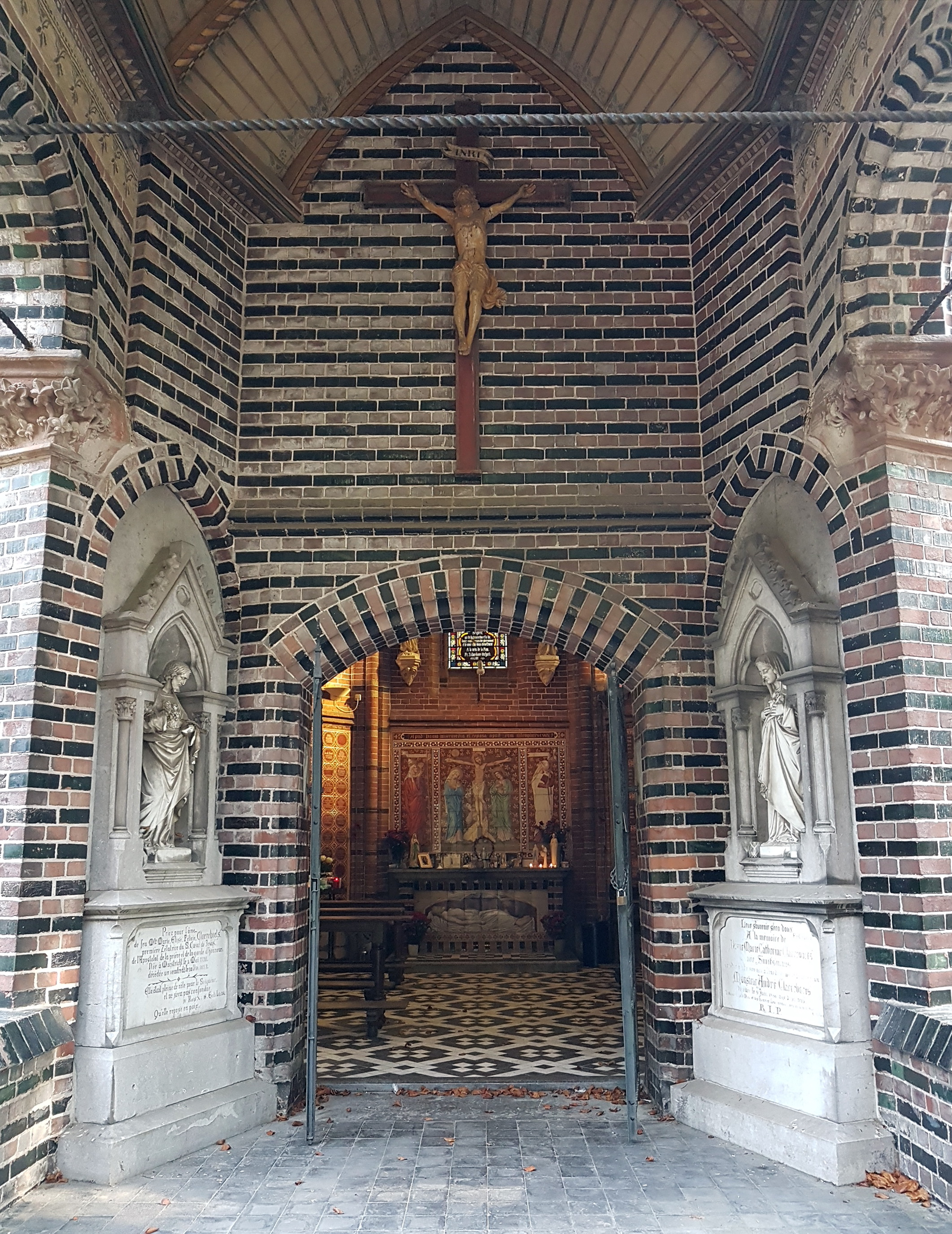
Ingangsportaal

De kapel Begraafplaats Tongerseweg is een kapel op de Algemene Begraafplaats Tongerseweg in de Nederlands Zuid-Limburgse gemeente Maastricht. De kapel staat in het zuidelijk deel van de begraafplaats niet ver van de Tongerseweg.

## Geschiedenis
In 1885-1890 werd de kapel gebouwd naar het ontwerp van architect Johannes Kayser.
Op 11 februari 1997 werd de kapel ingeschreven in het rijksmonumentenregister.

## Bouwwerk
De bakstenen kapel is gebouwd in neogotische stijl op een achthoekig plattegrond met ingangsportiek. Het gebouw wordt gedekt door een achtzijdig tentdak met leien waarbij op de top een kruis geplaatst is, waarbij het ingangsportiek gedekt wordt door een zadeldak met leien. Onder dakrand is met metselwerk een brede fries aangebracht. In de gevels van de kapel zijn hoge lancetboogvormige vensters aangebracht en op de hoeken van de gevels bevinden zich verjongende steunberen. Het ingangsportiek is voorzien van een trapgevel met eronder een spitsboogvormige ingang en de zijgevels worden gedragen door vier bakstenen kolommen met natuurstenen bladkapitelen met ertussen rondbogen. Boven de ingang is in de zijgevel van de achtzijdige kapel een roosvenster met vierpastracering aangebracht. Eronder bevindt zich in het portiek een segmentboogvormige ingang dat afgesloten wordt door een dubbel smeedijzeren hekwerk, met boven de ingang een kruisbeeld met corpus en naast de ingang twee grafzerken. Het voorportaal heeft een beschilderd houten tongewelf met trekstangen.
Van binnen is de kapel rijk gedecoreerd met onder andere tegen de achterwand een tegeltableau aangebracht waarop het graf van Jezus en een calvarieberg afgebeeld staat. Het interieur wordt gedekt door een ribgewelf op kraagstenen.
Onder de kapel bevindt zich een grafkelder met grafnissen.